# ヨボ
ヨボ（よぼ、朝: 여보）は、朝鮮人を指す日本語の造語。
朝鮮語では、同等あるいは若干年下の人に使う呼称。訳される場合はトーンにより「もし」あるいは「おい」などで特に意味はなかったが、韓国併合前後に日本語の中の外来語となった際に、侮蔑的なトーンを込めるようになって意味が転じた。「このヨボ」が「この朝鮮人」の意味である。
王世民は、日本人が使用する「ヨボ」には侮蔑性が含まれているとし、今村鞆は、朝鮮人の感情を害する言葉であるとして、内地人が朝鮮人に対して「ヨボ」を使用すべきでないと述べている。